# 土井利恒
土井 利恒（どい としつね）は、江戸時代後期の大名。越前国大野藩第8代（最後）の藩主。官位は従五位上・能登守。利房系土井家8代。明治に至って正四位、子爵。

## 略歴
7代藩主・土井利忠の三男として誕生した。幼名は捨次郎。
文久2年（1862年）4月13日、利忠と共に江戸へ出発し、5月に正式な嫡子とされ、7月に利恒と改名した。11月6日、利忠は隠居して利恒が家督を相続した。このとき、利忠以来恒例となった藩主直書を大野城に送った。利忠の直書では天保元年（1830年）の大野初入部以来の家臣の忠勤に感謝した上で、利恒へ一層の忠勤を求め、利恒の直書では当分の間は利忠の政策を受け継ぎ、父に変わらぬ忠勤を要請した。
文久3年（1863年）4月9日、利忠以来の功臣内山隆佐を家老・軍事惣督に任じた。12月8日、利恒は14代将軍・徳川家茂の上洛の供を命じられ、22日京へ出発した。
元治元年（1864年）6月23日、内山隆佐が病死した。これがこの年末における天狗党騒動において、大野藩の動向に少なからぬ影響を与える。

## 天狗党通過
11月1日、水戸藩内の抗争に敗れた武田耕雲斎以下天狗党800余名は、京に駐在する一橋慶喜を頼ることに決し、中山道、美濃路を通って京へ向かった。ところが、美濃国鵜沼において彦根藩と大垣藩に抵抗され、そこから北へ転じて越前国へ向かった。
12月1日、福井藩からの急飛脚で天狗党が美濃・越前国境に迫ったことを知った大野藩は混乱した。軍事惣督の内山隆佐を亡くしたばかりの時期で、また藩主利恒は江戸にあった。残る重臣たちは、藩兵をかき集めても200名ほどしかなく、天狗党には到底抵抗しきれないと判断し、天狗党の予想進路に当たる村落を全て焼き払うことを決定した。こうして無意味な焦土作戦が実行に移され、12月4日に上秋生村全軒、下秋生村6軒、中島村93軒、上笹又村・下笹又村全軒と、民家203軒が大野藩兵によって焼き払われた。このうち、国境に近い上秋生、下秋生は手違いで天狗党の通過後に放火され、村人の怒りを買った。この焼き討ちは「浪人焼け・西谷焼け」と言われ、居住していた村人の子孫は、今日でも土井家関係の祭りには参加しないという。
12月5日、大野藩は福井藩と勝山藩に援軍を求め、大野藩兵は後退して天狗党と睨み合いになったが、後日大野の町年寄・布川源兵衛を使者に立て、大野城下を通らないよう交渉させた。結局、大野藩が2万6千両を軍資金として支払う代わりに、天狗党が他領へ去ることで決着した。

## 維新前後
慶応元年（1865年）11月18日、利恒は京都嵯峨および太秦の警衛を命じられた。明治維新により利恒は官軍に恭順し、明治元年（1868年）4月12日に新政府より箱館裁判所副総督に任命され、9月8日に大野藩兵166名を箱館戦争参加のため出発させている。
明治2年（1869年）に版籍奉還で藩知事となり、明治4年（1871年）の廃藩置県で免官となった。明治17年（1884年）7月8日に子爵に叙爵された。

## 栄典
- 1884年（明治17年）7月8日 - 子爵[1]

## 家族
父母
- 土井利忠（父）
- 中村氏 ー 側室（母）

妻
- 土井福子[2] ー 土井利則の長女[3]

子女
- 土井利剛（長男）、生母は福子（正妻）子爵[3]
- 土井恒次郎（次男）[3]